# Michele Pennisi
Michele Pennisi (nascido em 23 de novembro de 1946) é um arcebispo italiano da Igreja Católica na Sicília e um notável oponente da máfia siciliana.  Ele serviu como arcebispo de Monreale de 8 de fevereiro de 2013 a 28 de abril de 2022. Após a reorganização da igreja siciliana em 2000, os arcebispos de Monreale não são mais metropolitas, mas mantêm o posto pessoal de arcebispo.

## Nascimento e educação
Pennisi nasceu na cidade de Licodia Eubea, Sicília, em 23 de novembro de 1946. 
Desde cedo participou ativamente do movimento de Comunhão e Libertação. Foi ordenado sacerdote em 9 de setembro de 1972 pelo bispo Carmelo Canzonieri,  depois de estudar no prestigiado Almo Collegio Capranica em Roma.

## Carreira na igreja
Após o trabalho paroquial, Pennisi envolveu-se na educação teológica. De 1985 a 1992 foi reitor do seminário episcopal de Caltagirone na Sicília, e de 1997 a 2002 foi reitor do Almo Collegio Capranica em Roma, onde ele próprio havia sido aluno anteriormente.
O Papa João Paulo II o nomeou Bispo da Piazza Armerina em 12 de abril de 2002, e foi consagrado bispo na Catedral da Piazza Armerina em 3 de julho de 2002. 
Em 8 de fevereiro de 2013, o Papa Bento XVI o nomeou arcebispo de Monreale,  e foi entronizado em 26 de abril de 2013. 
Em 21 de setembro de 2017 foi eleito vice-presidente da Conferência Episcopal Siciliana.
Em 28 de abril de 2022, o Papa Francisco aceitou a carta de renúncia de Pennisi como arcebispo da Arquidiocese de Monreale, nomeando Gualtiero Isacchi para substituí-lo no mesmo dia. 

## Oposição à máfia siciliana
Pennisi viveu toda a sua vida na ilha da Sicília e, em sua vida profissional, tornou-se um crítico e oponente declarado da máfia siciliana. No início de 2008, ele recebeu uma escolta policial permanente após ameaças de morte recebidas da máfia. Ele trabalhou por reformas legais que permitissem aos tribunais despojar os mafiosos condenados de suas propriedades e proibiu as igrejas de permitir ritos religiosos para confrarias cujos membros incluem mafiosos.
Em 2007, ele se recusou a permitir um funeral na catedral para o chefe da máfia condenado Daniele Emmanuello, que havia sido morto durante um tiroteio com a polícia. Dez anos depois, em 2017, apesar das ameaças de morte pela recusa de Emmanuello, ele novamente se recusou a permitir qualquer tipo de funeral público na igreja para o chefe da máfia condenado Salvatore (Toto) Riina, que morreu na prisão, descrevendo o líder da máfia como "um pecador público " ("un pubblico peccatore"). 
Em 17 de março de 2017, Pennisi voltou às manchetes por se opor à máfia siciliana, quando proibiu mafiosos conhecidos de se tornarem padrinhos de crianças em sua diocese, afirmando que a aplicação do título a criminosos organizados poderia ser uma tentativa de legitimar seu crime através da associação com a religião.  Ele havia expressado indignação no mês anterior quando o líder da máfia Giuseppe Salvatore Riina, filho de Toto Riina, havia se tornado padrinho em uma igreja em Corleone, apesar de uma liminar impedindo seu retorno à região, após obter as autorizações necessárias para viagens excepcionais de um juiz e de caráter adequado de um padre em Pádua. 

## Ordem de São Lázaro de Jerusalém
Em março de 2014, Don Carlos Gereda y de Borbón, Marquês de Almazán e 49º Grão-Mestre da Ordem Militar e Hospitaleira de São Lázaro de Jerusalém, com o consentimento do Patriarca Gregório III Laham, Patriarca de Antioquia e Protetor Espiritual da Ordem de São Lazarus, nomeou Pennisi como Grão-Prior Eclesiástico internacional da Ordem. 